# Каньйонвілл (Орегон)
Каньйонвілл (англ. Canyonville) — місто (англ. city) в США, в окрузі Дуглас штату Орегон. Населення — 1640 осіб (2020).

## Географія
Каньйонвілл розташований за координатами 42°55′37″ пн. ш. 123°16′50″ зх. д. / 42.92694° пн. ш. 123.28056° зх. д. (42.927060, -123.280467).  За даними Бюро перепису населення США в 2010 році місто мало площу 2,51 км², уся площа — суходіл. В 2017 році площа становила 2,86 км², уся площа — суходіл.

### Клімат
| Клімат : Каньйонвілл                                                     | Клімат : Каньйонвілл | Клімат : Каньйонвілл | Клімат : Каньйонвілл | Клімат : Каньйонвілл | Клімат : Каньйонвілл | Клімат : Каньйонвілл | Клімат : Каньйонвілл | Клімат : Каньйонвілл | Клімат : Каньйонвілл | Клімат : Каньйонвілл | Клімат : Каньйонвілл | Клімат : Каньйонвілл | Клімат : Каньйонвілл |
| Показник                                                                 | Січ.                 | Лют.                 | Бер.                 | Квіт.                | Трав.                | Черв.                | Лип.                 | Серп.                | Вер.                 | Жовт.                | Лист.                | Груд.                | Рік                  |
| Абсолютний максимум, °C                                                  | 21,1                 | 26,7                 | 29,4                 | 34,4                 | 37,8                 | 39,4                 | 40,6                 | 43,3                 | 42,2                 | 38,9                 | 25,0                 | 23,3                 | 43,3                 |
| Середній максимум, °C                                                    | 9,4                  | 12,2                 | 14,4                 | 17,2                 | 20,6                 | 24,4                 | 28,3                 | 28,9                 | 26,1                 | 20,0                 | 12,8                 | 8,9                  | 18,9                 |
| Середній мінімум, °C                                                     | 1,1                  | 2,2                  | 2,8                  | 4,4                  | 6,7                  | 9,4                  | 11,7                 | 11,1                 | 8,3                  | 5,0                  | 3,3                  | 1,1                  | 5,6                  |
| Абсолютний мінімум, °C                                                   | −19,4                | −13,3                | −6,7                 | −12,8                | −3,3                 | 1,7                  | 2,8                  | 3,9                  | −1,1                 | −8,3                 | −10,6                | −16,1                | −19,4                |
| Норма опадів, мм                                                         | 119                  | 98                   | 89                   | 61                   | 40                   | 22                   | 10                   | 16                   | 26                   | 55                   | 132                  | 134                  | 802                  |
| ------------------------------------------------------------------------ | -------------------- | -------------------- | -------------------- | -------------------- | -------------------- | -------------------- | -------------------- | -------------------- | -------------------- | -------------------- | -------------------- | -------------------- | -------------------- |
| Джерело: http://www.intellicast.com/Local/History.aspx?location=USOR0055 |                      |                      |                      |                      |                      |                      |                      |                      |                      |                      |                      |                      |                      |

## Демографія
Згідно з переписом 2010 року, у місті мешкали 1884 особи в 756 домогосподарствах у складі 470 родин. Густота населення становила 750 осіб/км².  Було 820 помешкань (327/км²).
Расовий склад населення:
| - 86,3 % — білих - 4,6 % — азіатів - 2,7 % — корінних американців - 0,4 % — чорних або афроамериканців - 1,6 % — осіб інших рас |

До двох чи більше рас належало 4,5 %. Частка іспаномовних становила 5,5 % від усіх жителів.
За віковим діапазоном населення розподілялося таким чином: 22,8 % — особи молодші 18 років, 50,8 % — особи у віці 18—64 років, 26,4 % — особи у віці 65 років та старші. Медіана віку мешканця становила 46,5 року. На 100 осіб жіночої статі у місті припадало 98,1 чоловіків;  на 100 жінок у віці від 18 років та старших — 91,2 чоловіків також старших 18 років.
Середній дохід на одне домашнє господарство  становив 42 951 долар США (медіана — 37 763), а середній дохід на одну сім'ю — 50 299 доларів (медіана — 41 686). Медіана доходів становила 37 069 доларів для чоловіків та 26 250 доларів для жінок. За межею бідності перебувало 19,7 % осіб, у тому числі 29,9 % дітей у віці до 18 років та 9,3 % осіб у віці 65 років та старших.
Цивільне працевлаштоване населення становило 691 осіб. Основні галузі зайнятості: мистецтво, розваги та відпочинок — 34,6 %, освіта, охорона здоров'я та соціальна допомога — 19,2 %, виробництво — 12,9 %, роздрібна торгівля — 10,7 %.